# Nomada fontis
Nomada fontis är en biart som beskrevs av Cockerell 1910. Nomada fontis ingår i släktet gökbin, och familjen långtungebin. Inga underarter finns listade i Catalogue of Life.